# Одака, Сэм
Сэм Нгуде Одака (англ. Sam Ngude Odaka; 1929, Букеди, протекторат Уганда — 4 августа 2015, Кампала, Уганда) — угандийский государственный деятель, министр иностранных дел Уганды (1964—1971).

## Биография
Представитель народности самиа.
Начал свою карьеру в нефтяной кампании Esso, однако затем полностью посвятил себя политической деятельности. Являлся членом партии Народный конгресс Уганды, созданную президентом Милтоном Оботе.
В 1964—1971 гг. — министр иностранных дел Уганды. До этого представлял страну в 1963 г. на переговорах в Аддис-Абебе по вопросу создания Организации африканского единства. Имел репутацию опытного переговорщика. На должности главы внешнеполитического ведомства реализовывал курс президента Оботе на «поворот влево». Сыграл значительную роль в организации первого визита в Африку папы римского Павла VI.
После государственного переворота во главе с Иди Амином был вынужден покинуть Уганду вместе с другими высшими чиновниками в изгнание в соседнюю Танзанию.
По возвращении Оботе на пост главы государства в 1980 г. занимал пост министра планирования и экономического развития Уганды (1980—1985). После военного переворота 1985 г. ушел в частный бизнес.
Также являлся председателем Совета директоров Фонда Милтона Оботе (1985—2012), который обеспечивал финансирование Народного конгресса Уганды. На этом посту противостоял попыткам Генеральной прокуратуры страны изъять ресурсы фонда.